# 아카오 아키라
아카오 아키라(일본어: 赤尾 公, 1988년 2월 15일 ~ )는 일본의 전 축구 선수이다.

## 구단 경력
그는 2016년부터 2019년까지 J리그의 가고시마 유나이티드 FC에서 활동하였다.